# Thomas Doubleday
Thomas Doubleday (Newcastle upon Tyne, febbraio 1790 – Bulman's Village, 18 dicembre 1870) è stato un politico e scrittore britannico.
Allievo di William Cobbett, fu autore di La vera storia della popolazione (1842), nel quale criticava Thomas Robert Malthus.